# Cham Zereshk-e Soflá
Cham Zereshk-e Soflá (persiska: چم زرشک سفلی) är en ort i Iran.   Den ligger i provinsen Kermanshah, i den västra delen av landet, 500 km väster om huvudstaden Teheran. Cham Zereshk-e Soflá ligger 1 249 meter över havet och antalet invånare är 263.
Terrängen runt Cham Zereshk-e Soflá är kuperad åt nordost, men åt sydväst är den bergig. Runt Cham Zereshk-e Soflá är det ganska tätbefolkat, med 60 invånare per kvadratkilometer. Närmaste större samhälle är Sharak-e Tamarkhān, 9,1 km norr om Cham Zereshk-e Soflá. Omgivningarna runt Cham Zereshk-e Soflá är i huvudsak ett öppet busklandskap.